# Niklas Moisander
Niklas Moisander, né le 29 septembre 1985, est un footballeur international finlandais évoluant actuellement au poste de défenseur central au Malmö FF. Il est le frère jumeau d'Henrik Moisander, gardien de but international finlandais.

## Biographie

### TPS Turku
Niklas Moisander commença à jouer au football en 2001 en rejoignant le TPS Turku en même temps que son frère Henrik. Il joue son premier match professionnel le 15 mai 2003, contre l'Inter Turku(victoire 2 buts à 0). Il gagne rapidement une place de titulaire au sein du club, alors qu'il n'a que 17 ans.

### Ajax
Le 5 juin 2003, il est annoncé que les deux Moisander vont rejoindre l'Ajax Amsterdam.

Niklas et son frère jouent avec l'équipe jeunes de l'Ajax, ne parvenant pas à jouer le moindre match avec l'équipe première. En 2006, n'ayant pas joué le moindre match avec l'Ajax, les frères sont transférés, Niklas au FC Zwolle, et Henrik à l'Assyriska FF.

### FC Zwolle
En mai 2006, le FC Zwolle annonce le recrutement de Niklas Moisander, et celui-ci joue son premier match avec Zwolle le 11 août 2006 contre le Fortuna Sittard.

Il devient titulaire du club, et part finalement du FC Zwolle à la fin de la saison 2007-2008.

### AZ Alkmaar
En juillet 2008, Niklas rejoint le club de l'AZ Alkmaar, avec un contrat de trois ans. Il joue son premier match avec l'AZ le 20 septembre 2008 contre le PSV Eindhoven (victoire 1 but à 0). Il marque son premier but avec le club le 20 septembre 2008 contre le Sparta Rotterdam. En janvier et février 2009, il ne joue aucun match à cause d'une blessure. Au début de la saison 2009-2010, Moisander joue ses premiers matchs en Ligue des champions pendant les phases de groupe. Son premier match en C1 fut contre l'Olympiakos le 16 septembre 2009.
Après une saison assez moyenne où l'AZ arrive 5e d'Eredivisie, la saison suivante s'annonce meilleure pour Moisander, car avec le départ de Stijn Schaars pour le Sporting CP, c'est lui qui endosse le brassard de capitaine.

Pour la saison 2011-2012, l'AZ de Moisander parvient à atteindre les quarts de finale de la Ligue Europa, après avoir terminé deuxième de leur groupe.

Moisander quitte alors le club pour revenir à l'Ajax.

### Ajax Amsterdam
En août 2012, il est annoncé que Moisander va faire un retour à l'Ajax. L'Ajax a payé 3 millions d'€ pour se ré-offrir ses services.

Moisander a d'ores et déjà une place de titulaire, grâce au départ de Jan Vertonghen, transféré à Tottenham. Il joue son premier match avec l'Ajax le 25 août 2012 contre le NAC Breda, et marque un but. Il marque son premier but en Ligue des Champions contre le Real Madrid le 3 octobre 2012.

Après la blessure de Siem de Jong et le départ de Toby Alderweireld, Moisander retrouve le statut de capitaine. Le 22 septembre 2013, il joue son 50e match sous les couleurs de l'Ajax, contre le PSV Eindhoven (défaite 4-0).

Plus tard, il subit une blessure et joue un match avec la Jong Ajax en attendant de retrouver son meilleur niveau.

### Sampdoria Gênes
Le 27 mars 2015, il est annoncé que Niklas Moisander quitte l'Ajax en fin de saison pour rejoindre la Sampdoria Gênes, son contrat étant terminé.

### Werder Brême
Le 9 juillet 2016, il rejoint le Werder Brême.

### Malmö FF
Le 2 juillet 2021, il rejoint le Malmö FF.

### Sélection nationale
Moisander est sélectionné pour la première fois avec l'équipe de Finlande espoirs le 10 février 2005 contre l'équipe de Slovaquie espoirs.

Il est sélectionné pour la première fois avec la Finlande le 29 mai 2008 contre la Turquie.
Le 20 novembre 2017, après les éliminatoires pour la Coupe du monde de 2018 où la Finlande termine 5e de son groupe, Niklas Moisander annonce la fin de sa carrière internationale.
| 10 octobre 2009 | Pays de Galles | Stade olympique de Helsinki | 2 - 1 | Éliminatoires du Mondial 2010 |
| 14 août 2013    | Slovénie       | Veritas Stadium, Turku      | 2 - 0 | Match amical                  |

## Statistiques
Actualisé le 16 janvier 2015
| Performance en club | Performance en club | Performance en club | Championnat | Championnat | Coupe             | Coupe             | Continental | Continental | Autres  | Autres  | Total  | Total |
| Saison              | Club                | Championnat         | Matchs      | Buts        | Matchs            | Buts              | Matchs      | Buts        | Matchs  | Buts    | Matchs | Buts  |
| Finlande            | Finlande            | Finlande            | Championnat | Championnat | Coupe de Finlande | Coupe de Finlande | Europe      | Europe      | Autres  | Autres  | Total  | Total |
| ------------------- | ------------------- | ------------------- | ----------- | ----------- | ----------------- | ----------------- | ----------- | ----------- | ------- | ------- | ------ | ----- |
| 2002                | TPS Turku           | Ykkönen             | 8           | 0           | 0                 | 0                 | –           | –           | –       | –       | 8      | 0     |
| 2003                | TPS Turku           | Ykkönen             | 9           | 0           | 0                 | 0                 | –           | –           | –       | –       | 9      | 0     |
| Pays-Bas            | Pays-Bas            | Pays-Bas            | Championnat | Championnat | KNVB Beker        | KNVB Beker        | Europe1     | Europe1     | Autres2 | Autres2 | Total  | Total |
| 2004-2005           | Ajax                | Eredivisie          | 0           | 0           | 0                 | 0                 | 0           | 0           | 0       | 0       | 0      | 0     |
| 2005-2006           | Ajax                | Eredivisie          | 0           | 0           | 0                 | 0                 | 0           | 0           | 0       | 0       | 0      | 0     |
| 2006-2007           | FC Zwolle           | Eerste Divisie      | 34          | 1           | 1                 | 0                 | –           | –           | 2       | 0       | 37     | 1     |
| 2007-2008           | FC Zwolle           | Eerste Divisie      | 37          | 4           | 4                 | 0                 | –           | –           | 5       | 0       | 46     | 4     |
| 2008-2009           | AZ                  | Eredivisie          | 22          | 1           | 2                 | 0                 | –           | –           | 0       | 0       | 24     | 1     |
| 2009-2010           | AZ                  | Eredivisie          | 28          | 1           | 3                 | 0                 | 5           | 0           | 1       | 0       | 37     | 1     |
| 2010-2011           | AZ                  | Eredivisie          | 29          | 0           | 3                 | 0                 | 8           | 0           | 0       | 0       | 40     | 0     |
| 2011-2012           | AZ                  | Eredivisie          | 30          | 1           | 5                 | 1                 | 14          | 1           | 0       | 0       | 49     | 3     |
| 2012-2013           | AZ                  | Eredivisie          | 2           | 0           | 0                 | 0                 | 0           | 0           | –       | –       | 2      | 0     |
| 2012-2013           | Ajax                | Eredivisie          | 29          | 4           | 4                 | 0                 | 8           | 2           | 0       | 0       | 41     | 6     |
| 2013-2014           | Ajax                | Eredivisie          | 23          | 1           | 4                 | 0                 | 5           | 0           | 1       | 0       | 33     | 1     |
| 2014-2015           | Ajax                | Eredivisie          | 22          | 0           | 0                 | 0                 | 5           | 0           | 1       | 0       | 28     | 0     |
| Total               | Finlande            | Finlande            | 17          | 0           | 0                 | 0                 | –           | –           | –       | –       | 17     | 0     |
| Total               | Pays-Bas            | Pays-Bas            | 260         | 13          | 26                | 1                 | 45          | 3           | 10      | 0       | 338    | 17    |
| Bilan total         | Bilan total         | Bilan total         | 277         | 13          | 26                | 1                 | 45          | 3           | 10      | 0       | 355    | 17    |

1 Inclus les matchs de Ligue des champions et de Ligue Europa.
2 Inclus les matchs de Supercoupe des Pays-Bas et des barrages européens.

## Palmarès
AZ Alkmaar
- Eredivisie
  - Champion (1) : 2009
- Trophée Johan Cruyff
  - Vainqueur (1) : 2009

 Ajax Amsterdam
- Eredivisie
  - Champion (2) : 2013 et 2014
- Trophée Johan Cruyff
  - Vainqueur (1) : 2013